# Pedicia albivitta
Pedicia (Pedicia) albivitta là một loài ruồi trong họ Pediciidae. Chúng phân bố ở vùng sinh thái Nearctic.